# Marc Lepetit
Marc Lepetit (* 1. September 1973 in Köln) ist ein deutscher Filmproduzent und Geschäftsführer der UFA Documentary GmbH.

## Leben
Aufgewachsen in Aachen und in der Nähe von Köln, begann er seine Karriere 1993 bei diversen Zeitschriften und Tageszeitungen in Köln und Düsseldorf. Sein Studium im Bereich Producing an der Filmakademie Baden-Württemberg beendete er 2003 und begann seine Arbeit als Producer bei der Berliner Produktionsfirma Phoenix Film, bei der er Projekte wie König von Kreuzberg oder auch das erste Transmedia-Projekt der UFA, Kill your darling, für den Sender ProSieben oder den Kinofilm Teufelskicker produzierte.
2013 fusionierten verschiedene UFA-Töchter zur Unit UFA Fiction, der er bis 2021 als Produzent angehörte und immer noch verbunden ist. Neben diversen fiktionalen Produktionen verantwortete er dort die digitale Kommunikation des Unternehmens.
Zu seinen Produktionen gehört unter anderem die erfolgreiche ZDF-Produktion Ku’damm 56, die 2021 als Musical ihre Premiere im Theater des Westens feierte. Als Initiator brachte er die Bertelsmanntochter BMG Rights Management, die UFA Fiction und das ZDF zusammen, sprach die Musikmacher Peter Plate und Ulf Leo Sommer an und stellte ihnen die Autorin der Reihe, Annette Hess, vor. 
Im April 2021 gründete er mit Gwendolin Szyszkowitz-Schwingel die UFA Documentary GmbH, die unter dem Dach der UFA nun non-fiktionale Produktionen und Hybride verantwortet. Zu den ersten Produktionen gehören die RTL-Serien Angela Merkel – Frau Bundeskanzlerin von Stefan Aust und Sturmfahrt, ein Projekt über Boris Herrmann. Auch die 4-teilige Serie Liebe ist alles über die Berliner Band Rosenstolz gehörte im Jahr 2021 zu den ersten Highlights.
Marc Lepetit unterrichtet gastweise seit 2006 an diversen Hochschulen in ganz Europa; an der Zürcher Hochschule der Künste ist er Lehrbeauftragter für transmediales Erzählen.

## Filmografie (Auswahl)
- 2004: Meine schönsten Jahre
- 2005: König von Kreuzberg
- 2010: Teufelskicker
- 2014: Gegen den Sturm!
- 2014: Unter Anklage: Der Fall Harry Wörz
- 2015: Frühling zu zweit
- 2015: Donna Leon – Tierische Profite
- 2016: Ku’damm 56
- 2016: Letzte Ausfahrt Gera – Acht Stunden mit Beate Zschäpe
- 2017: Tod einer Kadettin
- 2018: Ku’damm 59
- 2019: Die Ungewollten – Die Irrfahrt der St. Louis
- 2019: Charlotte Link – Im Tal des Fuchses
- 2021: Ku’damm 63